# Äijänkari (ö i Egentliga Finland, Nystadsregionen, lat 60,75, long 21,38)
Äijänkari är en ö i Finland. Den ligger i Skärgårdshavet eller Bottenhavet och i kommunen Nystad i den ekonomiska regionen  Nystadsregionen i landskapet Egentliga Finland, i den sydvästra delen av landet. Ön ligger omkring 58 kilometer nordväst om Åbo och omkring 210 kilometer väster om Helsingfors.
Öns area är 0,6 hektar och dess största längd är 220 meter i sydöst-nordvästlig riktning.